# Seriealbum i Sverige 2009
Seriealbum i Sverige 2009 listar utgivningen av nya seriealbum på svenska (samt enstaka utgåvor originalutgivna i Sverige på annat språk) under utgivningsåret 2009. Det motsvarar alla nya bokutgåvor med ett huvudsakligt innehåll av tecknade serier – oavsett publiceringsformat och inbindningsmetod – och inkluderar en del mindre, häfteslika publikationer med ISBN-märkning.
Utgivningslistan sammanställdes i början av 2010) av sekreteraren i Urhunden-juryn. Den var primärt avsedd som underlag för juryn som utsåg mottagarna av årets Urhundenplaketter, med den uttalade bibetydelsen att ge en överblick över (bokdelen av) Seriesverige under det gångna året. Listan publicerades på Seriefrämjandets Urhunden-sajt på adress www.urhunden.se.

## Koder i listan
Följande koder används för att markera originalsvenska etc. album:
- (s) originalsvenska album
- (ö) översatta album
- (s, ö) album med originalsvenskt och översatt innehåll
- (s*) album originalproducerade i Sverige på främmande språk (i regel engelska)
- (s*, ö*) album originalproducerade i Sverige med svenskt och utländskt innehåll på främmande språk
- (ö*) album originalproducerade i Sverige med utländskt innehåll på främmande språk

## Utgivning

### Agerings
- Heuet, S./Dorey, V.: På spaning efter den tid som flytt : Swanns värld (ö)

### Albumförlaget
- Dorison, X./Alice, A.: Lukas : eller tjurens andedräkt. – (Det tredje testamentet ; 3) (ö)
- Jodorowsky, A./Gimenez, J.: Othon, ättefadern. – (Metabaronerna ; 1) (ö)
- Morvan, J.-D./Bessadi, B.: Kronprinsen och räven. – (Zorn & Dirna ; 2) (ö)

–”–: Valsverken. – (Zorn & Dirna ; 1) (ö)
- Tarek/Perger, S.: Operation Marmara. – (Sir Arthur Benton ; 1) (ö)
- –”–: Wannsee, 1942. – (Sir Arthur Benton ; 2) (ö)

### Alfabeta
- Edelfeldt, I.: Den manliga mystiken : en slutgiltig genusanalys (s)
- Jansson, T.: Mumin 2 (ö)

### Berättarförlaget
- Mucci, M./Caldwell, B./Halliar, B.: Dracula. – (Actionklassiker ; 1) (ö)
- Mucci, T./Sechrist, R.: Tom Sawyer. – (Actionklassiker ; 2) (ö)

### Bonnier pocket
- Rubin Dranger, J.: Alltid redo att dö för mitt barn. – pocketutgåva (s)

### Bonnier Carlsen
- Arakawa, H.: Full metal alchemist 14-18 (ö)
- CLAMP: XXXHolic 12-13 (ö)
- Kishimoto, M.: Naruto 16-26 (ö)
- Kubo, T.: Bleach 3-14 (ö)
- Nakamura, Y.: Skip Beat! 1-6 (ö)
- Oda, E.: One piece 47-49 (ö)
- Takahasi, K.: Yu-Gi-Oh! 27-30 (ö)
- Takei, H.: Shaman King 10-13 (ö)
- Unenge, J.: Mitt extra liv : en serieroman (s)

### Bromberg
- Tofield, S.: Simons katt : [i en alldeles egen bok] (ö)

### C’est bon kultur
- C’est Bon Anthology vol. 7-9 (s*, ö*)
- Elftorp, M.: Violence. – (Piracy is Liberation ; 006) (s*)

### Doob
- Bång, K.: Handboken (s)
- Didring, K.: Ecocomics : dokumentära serier om miljöhjältar (s)

### Drömbåt ord
- Skjöld, O.: Inspelningen (s)

### Egmont
- Andréasson, R.: Bamsebiblioteket 29-34 (s)
- Aoyama, G: Mästerdetektiven Conan 52-57 (ö)
- Biller, M.: Lyckobiller© (s)
- Bärnarp, B.: Medelålders plus : en serie för oss! (s)
- Chmakova, S.: Dramacon 3 (ö)
- Cronstam, T./Cronstam, M.: Hallå där, kompis. – (Elvis) (s)

–”–: Måndagszombie. – (Elvis ; 10) (s)
- Darnell, J.: Herman Hedning : samlade serier 2000-2001 (s)
- Franquin, A.: Spirou 1958-1959 (ö)

–”–: Spirou 1959-1960 (ö)
- Franquin, A./Rob-Vel/Jijé: Spirou 1938-1946 (ö)
- Frontline 2-4. – (Starcraft) (ö)
- Fujishima, K.: Oh! My goddess 15-16 (ö)
- Furberg, L.: Stallgänget på Tuva 7-8 (s)
- Gerra, L./Achdé: Mannen från Washington. – (Lucky-serien ; 84) (ö)
- Goscinny, R./Uderzo, A.: Asterix och Obelix födelsedag : den gyllene boken. – (Asterix ; 34) (ö)
- Grace, B.: Cirkus Buddy! : det bästa från 1992-1997 (ö)

–”–: Ernie : ett litet blött paket med vita ögon!. – Julalbum (ö)
- Gustafson, M.: Samir (s)
- Hirano, K.: Hellsing 10 (ö)
- Kalle Anka och hans vänner önskar god jul 15 (ö)
- Kalle Ankas Pocket 358-370 (ö)
- Kalle Ankas pocket : favorit i repris 1-5 (ö)
- Kalle Ankas pocket special 1-4/09 (ö)
- Kalle Ankas minipocket 24-29 (ö)
- Kamijyo, A.: Samurai Deeper Kyo 34-38 (ö)
- Knaak: Warcraft legends 2-4 (ö)
- Knasenpocket 1-6 (ö)
- Lee, J./Isanove, R./David, P.: Den långa vägen hem. – (Det mörka tornet) (ö)
- Lee Falk’s Fantomen : den inbundna årgången 1958:1-3 (ö)
- Mortimer, L.: Hälge : presentalbum 14 (s)

–”–: Hälge slår tillbaka! (s)
–”–: Varning! För växthuseffekten!. – (Hälge ; 18) (s)
- Ohba, T./Obata, T.: Death Note 8-12 (ö)
- Pettson & Findus julalbum (s)
- Prinsessan julalbum (ö)
- Rosa, D.: Walt Disney’s Hall of fame 25 : Don Rosa 8 (ö)

–”–: Walt Disney’s Hall of fame 26 : Don Rosa 9 (ö)
–”–: Walt Disney’s Hall of fame 27 : Don Rosa 10 (ö)
- Schreiber, E./Rem: Vampire kisses 2-3 (ö)
- Sjölund, T.: Tobias Sjölunds Livet hemmavid. – julalbum (s)
- Skitkul med Mads toa(s)polare 4 (ö)
- Takahashi, R.: Inu Yasha 40-42 (ö)
- Thompson, R.: Alice (ö)
- Tome/Janry: Skyll dig själv!. – (Den unge Spirou) (ö)
- Walker, M.: Knasen : den kompletta samlingen 12-14 (ö)
- Walt Disneys serier 1956:1-2 (ö)
- Walt Disney’s den stora boken om Kalle Anka (ö)
- Walt Disney’s Kalle Anka & c:o : den kompletta årgången 1964:1-6 (ö)
- Watterson, B.: De barnvaktades hämnd. – (Kalle och Hobbe ; 5) (ö)

–”–: Fulingar från yttre rymden. – (Kalle och Hobbe ; 4) (ö)
–”–: Kalle och Hobbe. – (Kalle och Hobbe ; 1) (ö)
–”–: Mot Yukon!. – (Kalle och Hobbe ; 3) (ö)
–”–: Mutant-mördar-snömissfostren anfaller. – (Kalle och Hobbe ; 7) (ö)
–”–: Något dreglar under sängen. – (Kalle och Hobbe ; 2) (ö)
–”–: Vetenskapliga framsteg som låter ”boink”. – (Kalle och Hobbe ; 6) (ö)
- Yazawa, A.: Nana 4-7 (ö)
- 91:an : den inbundna årgången 1963:1 (s, ö)
- 91:an : den inbundna årgången 1963:2 (s, ö)
- 91:an : den inbundna årgången 1964:1 (s, ö)
- 91:an : den inbundna årgången 1964:2 (s, ö)

### Epix
- Elmgren, T.: Eva : asbesthjärtan (s)
- Kondom: Kärleksdrogen. – (Bondageälvorna ; 2) (ö)

–”–: Lusta till döds. – (Bondageälvorna ; 3) (ö)
- Moral, L./García, S.: Odis blogg 1.0 (ö)

### Etc
- Lundkvist, U.: Nästan gratis (s)

### Fanny M. Bystedt
- Bystedt, F.M.: Pieces of my heart (s*)

### Faraos cigarrer
- Jodorowsky, A./Moebius: Inkalen (ö)

### Federativ
- Inga jävla restauranger! : en arbetares kritik av restaurangbranschen (ö)

### Gloria
- Kumai, H./Shinozawa, K.: Messias : en mangaberättelse (ö)

–”–: Jesus : berättelsen om messias (ö)

### GML print on demand
- Andersson, J./Nenzén, N.: Diabolik. – (Surrealistiska serier ; 13) (s)

### Johan Gustafson & Natalia Batista
- Gustafson, J./Batista, N.: The marauders and the secrets of the heart (s*)

### Kartago
- Andersson, K.W.: Love hurts (s)
- Berglin, J./Berglin, M.: Varje dag man inte köper pizza är en seger (s)

–”–: Välkommen till Fjuckby (s)
- Bromander, H./m.fl.: Allt jag rör vid försvinner (s)
- Crumb, R.: Första Moseboken : Genesis (ö)
- Ekström, Å.: Sayonara september (s)
- Kellerman, M.: Rocky volym sexton (s)

–”–: Rocky volym sjutton (s)
- Lange, H.: 96 romaner för dig som fortfarande har bråttom (s)
- Lööf, J.: Jan Lööfs serier volym två (s)
- Mathlein, A.: Besserwisser (s)
- Myhre, L.: Nemi 7 (ö)
- Neidestam, L.: Zelda (s)
- Ott, T.: Numret 73304-23-4153-6-96-8 (ö)
- Rendel, E.: Allt är allrajt (s)
- Sörensson, M.: Pet o Panty (s)
- Årgångshjälp 2008 (s)

### Kolik
- Johansson, N.: Fulheten (s)
- Kanarp, L.: Pärlor och patroner : 60 historiska kvinnoporträtt (s)
- Krantz, L.: Dödvatten (s)
- Strömquist, L./Bielecki, J.: Drift. – (Femisex). – Deluxeutg. (s)

### Komika
- Dorgarthen, H.: Space dog (ö)
- Liljemark, D.: Äppelkindat bus : ungdomsserier (och en del nytt) (s)
- Widén, M.: Queen of karate. – (Mia ; 2) (s)

### Kulturpoolen
- Bergström, M./Ryan, E.: Bernadotte : vår franske kung (s)
- Bergström, M./Thorelli, M./Friberg, E.: Selma berättar (s)

### Kvarnby folkhögskola
- Kvarnby serier (s)

### Lisa M illustration
- Medin, L.: Ackord!. – (Medley ; 5) (s)

### LL-förlaget
- Werkmäster, J./Abelli Elander, K: Sexstrejk nu! sa Lysistrate (s)

### Man av skugga
- Lenneér, D.: Nålar i maten (s)

### Natalia Batista
- Batista, N.: A song for Elise (s*)

### Nicotext
- Lange, H./Wengelewski, T.: 99 filmer du slipper se (s)

### Nisses böcker
- Almqvist, B.: Jakten på Urtomten. – (Barna Hedenhös ; 5) (s)

–”–: Kurre lär sej flyga. – (Barna Hedenhös ; 4) (s)
–”–: Mysteriet med den försvunna trädockan. – (Barna Hedenhös ; 3) (s)

### Nomen
- Ohlsson, B.: Mannen steg för steg (s)

### Opal
- Nordqvist, J.: Tanks 2 (s)

### Optimal Press
- Allt för konsten 8 (s, ö)
- Falk, J./Westberg, T.Z.: Ett plus : vårat nya liv som småbarnsföräldrar (s)
- Ivarsson, M.: Deluxe (s)
- Lindengren, J.: Gammal är äldst. – (Kapten Stofil) (s)
- Musturi, T.: På väg med Samuel (ö)

### Ordbilder
- Forsythe, M.: Ojingogo (ö)

### Ordfront Galago
- Ackebo, L.: Gud vad hemskt! : 20 år med Lena Ackebo (s)
- Bechdel, A.: Husfrid : en tragikomisk familjeberättelse (ö)
- Brown, J.: Fumlig (ö)
- Furmark, A.: August & jag (s)
- Hellgren, J.: Frances 1 (s)
- Historieboken (s)
- Ito, J.: Spiralerna. – (Uzumaki ; 1) (ö)
- Karlsson, K.: Trollkungen (s)
- Liljemark, D.: Boltzius (s)
- Pirinen, J.: Kvarteret Kolossen (s)
- Sjunnesson, L.: Åke Jävel : århundradets hjälte (s)
- Stengård, B.: Ur djupen ropar jag till dig (s)
- Strömquist, L.: Månadens manshora (s)
- Tilt 2 (s)

### Peter Dyamo
- Dyamo, P.: Hokus & pokus 2 : 200 strippar (s)

### Sanatorium
- Österberg, E.: Evil dress (s)

### Schibsted förlagen
- Larson!. – Julalbum (s, ö)
- Myhre, L.: Nemi. – Julalbum (ö)
- Øverli, F.: Pondus. – Julalbum (ö)

### Semic
- Agent X9. – Specialalbum 2009 . – I samarbete med Egmont (ö)
- Cronstam, T./Cronstam, M.: Elvis Greatest Hits 2. – I samarbete med Egmont (s)
- Darnell, J.: Herman Hedning. – Julalbum . – I samarbete med Egmont (s)
- Fantomen. – Julalbum . – I samarbete med Egmont (ö)
- Kalle Anka. – Julalbum . – I samarbete med Egmont (ö)
- Mortimer, L: Hälge; Stora boken om storvilt … och småvilt. – I samarbete med Egmont (s)
- Norberg, T.: Åsa-Nisse 2009. – Julalbum . – I samarbete med Egmont (s)
- Persson, A.: Lilla Fridolf. – Julalbum . – I samarbete med Egmont (s)
- Persson, G.: Kronblom. – Julalbum . – I samarbete med Egmont (s)
- Persson, I.: Agust och Lotta. – Julalbum . – I samarbete med Egmont (s)
- Petersson, K.: Uti vår hage 2009 . – I samarbete med Egmont (s)
- Torudd, C.: Ensamma mamman och annat mitt i prick (s)
- Walker, M.: Knasen. – Julalbum . – I samarbete med Egmont (ö)
- 91:an Karlsson 2009. – Julalbum . – I samarbete med Egmont (s)

### Seriefrämjandet
- Hansson, S.: Den hemliga kroppen. – (Grafiska novelletter ; 1). – I samarbete med Kolik (s)
- Johnson, S.: Guttasnejken. – (Grafiska novelletter ; 2). – I samarbete med Kolik förlag (s)
- Mani, J.: Featherweight (s*)

–”–: Fjäderlätt (s)

### Serieplaneten
- Loh, W.-Y./Timpano G.P.: En hyllning till kungen av pop : Michael Jackson (ö)

### Sofia Alexandra
- Sofia Alexandra: Fashionista centaur (s*)

### Stabenfeldt
- Emberland, I./Sveen, Ø.: En efter en. – (BK Slarvhult ; 11) (ö)

–”–: Julen 2009. – (BK Slarvhult) (ö)
- Grisseaux, V./Bastien, T./Saada, E.: Bästa vänner 3-5 (ö)

### TZW produktion
- Falk, J./Westerberg, T.Z.: Samtidigt i Blackeberg (s)

### Wahlström & Widstrand
- Lapidus, J./Bergting, P.: Gängkrig 145 (s)

### Wahlströms
- Yokaj Studio: Kick off! 2 (s)

### Wibom books
- Neel, J.: Dagboksdagar. – (Lou ; 1) (ö)

–”–: Sommarblues. – (Lou ; 2) (ö)

### Wormgod
- Elftorp, M.: Spiders pt 1. – (Piracy is Liberation ; 007) (s*)
- Zezelj, D. / Swain, C.: Vanja & Vanja/desert. – (Dystopia ; 01). – samarbete med Seriefrämjandet, ej valbar till Urhunden (ö*)